# Tell Aulin
Tell John Christofer Aulin, ogift Johansson, född 1 februari 1977 i Färeds församling i dåvarande Skaraborgs län, är en svensk filmklippare, manusförfattare och producent som bland annat arbetat med filmer om Lasermannen (John Ausonius), Hästmannen och Kokvinnorna, ofta i samarbete med Peter Gerdehag. Han började som filmklippare 2001, till en början under namnet Tell Johansson innan han gifte sig med Molly Aulin (född 1976). Han är uppvuxen utanför Mariestad.

## Filmografi i urval
- 2003 – Bondens tid på jorden (manus)
- 2005 – Godnatt Beijing (redigering, klippning)
- 2005 – Lasermannen – Dokumentären (redigering, klippning)
- 2006 – Hästmannen (regi, manus, klippning)
- 2009 – Den vackraste ön (producent, klippning)
- 2009 – Beauty Refugee (klippning)
- 2010 – Blått blod (klippning)
- 2011 – Kokvinnorna (manus, klippning)
- 2011 – Fången – en film om Dawit Isaak (klippning)
- 2014 – Hästmannen – sista striden (regi, klippning)